# 二人のバカンス
「二人のバカンス」（ふたりのバカンス）は、竹内まりやの5枚目のシングル。1980年7月21日にRCA（現：ソニー・ミュージックレーベルズ）より発売された。

## 解説
A面曲「二人のバカンス」は竹内まりや自身が作詞を手掛けており、作曲は3枚目のシングル「SEPTEMBER」をはじめデビュー当時より楽曲提供を行ってきた林哲司の書き下ろしによるもの。竹内はこの曲について「林さんにこれだけ多くの曲を書いてもらってきたのに、彼のメロディに対して、竜真知子さんでもなく、松本隆さんでもなく、私が歌詞を書いたのはこれが初めて。ようやく実現した林さんとの念願の共作でした。」とコメントを残している。
B面曲「遠く離れて (When You're So Far Away)」は竹内自身が作詞・作曲を手掛けており、全編英語詞によるスローバラードとなっている。

## 収録曲
| #         | タイトル                                 | 作詞       | 作曲       | 編曲      | 時間 |
| --------- | ---------------------------------------- | ---------- | ---------- | --------- | ---- |
| A.        | 「二人のバカンス」                       | 竹内まりや | 林哲司     | 林哲司    | 4:13 |
| B.        | 「遠く離れて (When You're So Far Away)」 | 竹内まりや | 竹内まりや | 戸塚修    | 4:29 |
| 合計時間: | 合計時間:                                | 合計時間:  | 合計時間:  | 合計時間: | 8:42 |

## 参加ミュージシャン
二人のバカンス
- Guitar：鈴木茂
- Bass：岡沢章
- All Keyboard：清水信之
- Drums：島村英二
- Piano：中西康晴
- Background Vocals：Buzz

遠く離れて (When You're So Far Away)
- Guitar：鈴木茂
- Bass：岡沢章
- All Keyboard：清水信之
- Drums：島村英二
- Piano：中西康晴
- Background Vocals：epo

## 収録アルバム
二人のバカンス
- Miss M
- VIVA MARIYA!!
- Turntable

遠く離れて (When You're So Far Away)
- Miss M
- RE-COLLECTION
- Best Pack